# Ouratea takutuensis
Ouratea takutuensis är en tvåhjärtbladig växtart som beskrevs av Claude Henri Léon Sastre. Ouratea takutuensis ingår i släktet Ouratea och familjen Ochnaceae. Inga underarter finns listade i Catalogue of Life.